# Isère

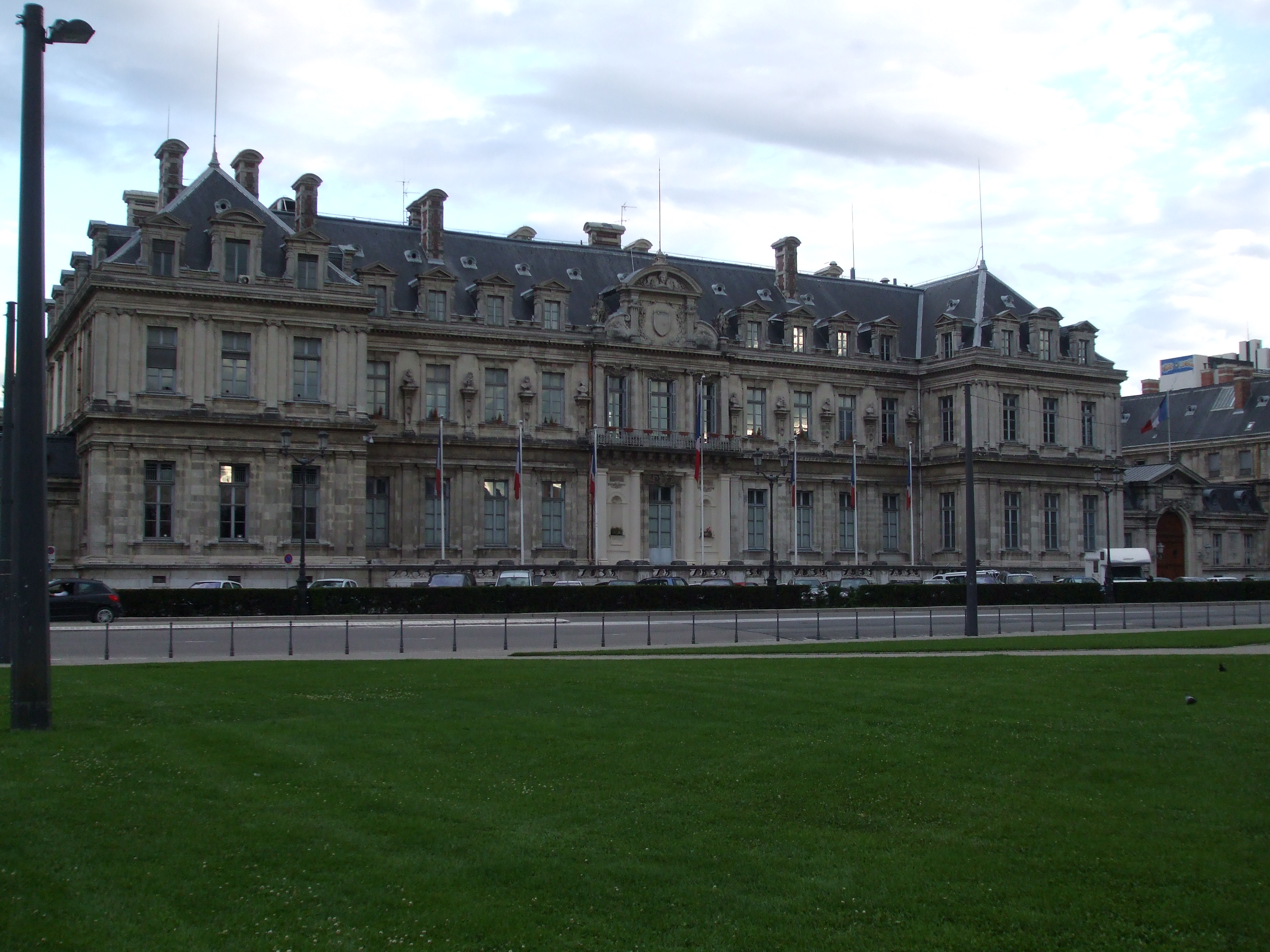
Edificio de la prefectura de Isère en Grenoble

Isère (38; en francoprovenzal Isera, en occitano Isèra) es un departamento francés situado en la región de Auvernia-Ródano-Alpes. Sus habitantes se denominan (en francés) isérois.
El nombre del departamento proviene del río Isère, afluente de la orilla izquierda del Ródano. El término parece ser que proviene del céltico Isar, es decir «hierro», mineral que debió sin duda ser abundante en las orillas del Isère en la época protohistórica.

## Geografía
Limita al norte con Ain, al noreste con Saboya, al sureste con Altos Alpes, al suroeste con Drôme y al este con Ródano, Ardèche, Loira y la Metrópoli de Lyon.

## Demografía
| 1801    | 1831    | 1841    | 1851    | 1856    | 1861      | 1866      |           |
| ------- | ------- | ------- | ------- | ------- | --------- | --------- | --------- |
| 435.888 | 550.258 | 588.660 | 603.497 | 576.637 | 577.748   | 581.386   |           |
| 1872    | 1876    | 1881    | 1886    | 1891    | 1896      | 1901      |           |
| 575.784 | 581.099 | 580.271 | 581.680 | 572.145 | 568.933   | 568.693   |           |
| 1906    | 1911    | 1921    | 1926    | 1931    | 1936      | 1946      |           |
| 562.315 | 555.911 | 525.522 | 558.079 | 584.017 | 572.742   | 574.019   |           |
| 1954    | 1962    | 1968    | 1975    | 1982    | 1990      | 1999      | 2015      |
| 626.116 | 729.789 | 768.490 | 860.339 | 936.771 | 1.016.228 | 1.094.006 | 1.251.060 |

Notas sobre la tabla:
- El 2 de marzo de 1852 Isère cedió cuatro comunas al departamento del Ródano.
- Otras 23 comunas (con una población de 51.718 habitantes en 1962) fueron transferidas a Ródano el 31 de diciembre de 1967.
- La comuna de Colombier-Saugnieu (812 habitantes en 1968) pasó a Ródano el 1 de abril de 1971.

Las principales ciudades son (datos de 2015):
- Grenoble (160.649 habitantes, 690.548 en la aglomeración)
- Saint-Martin-d'Hères (38.479 habitantes)
- Échirolles (35.648 habitantes)
- Vienne (29.162 habitantes, 111.606 en la aglomeración, que desborda los límites departamentales).